# Balaoan
Balaoan est une localité de la province de La Union, aux Philippines. En 2015, elle compte 39 188 habitants.

## Personnalités liées à Balaoan
Naissance :
- Magnolia Antonino (1915-2010), femme politique.